# Kasper Frederik Colding
Kasper Frederik Colding (født 1984) er en  dansk producent indenfor TV, film, reklamer, og bøger, Uddannet fra Copenhagen Business School i 2009. Han arbejdede 2010-2015 som producent og brandmanager på produktionsselskabet Douglas Entertainment. 
I 2015 stiftede han sammen med Casper Christensen produktionsselskabet Marvin Entertainment.
Producerer sammen med partneren Jesper Zartov   film og TV fra deres fælles produktionsselskab, The Bunch.

## TV
Modtog i 2013 TV-prisen for DR3-programmet Aburdistan med Kristoffer Eriksen, 2013.
Har produceret TV programmer for Zulu, TV2, Discovery, DR, Viaplay.

I 2016 modtog Kasper Frederik Colding prisen Pionærstafetten ved TV festivallen for serien "Lige Over Grænsen"

## TV-serier
- All Exclsuive [1]

- Guru sæson 1&2 med Simon Kvamm.

## Reklame
Udviklede og producerede den prisbelønnet Brandet Content serie "Lige Over Grænsen" med Casper Christensen i 2015

## Bøger
- Elmer Baltazar - Rejsen Arkadia (Carlsen)
- Elmer Baltazar - Truslen fra Kragoria (Carlsen
- Når Skærmene Styrer Familien (Story House)
- Niller på Nettet (Carlsen)